# La piovra 4
La piovra 4 è la quarta miniserie televisiva della più celebre saga della televisione italiana, La piovra.
Miniserie in sei puntate per la regia di Luigi Perelli, è stata trasmessa per la prima volta in Italia dal 5 marzo 1989 al 20 marzo 1989 su Rai 1, di domenica e lunedì alle 20.30.
Tra gli interpreti Michele Placido, Patricia Millardet, Remo Girone, Simona Cavallari, Mario Adorf, Jean-Luc Bideau, Adriano Pappalardo, Alice Di Giuseppe, Nicola Di Pinto, Alberto Gimignani, Luigi Di Fiore, Tommaso Bianco, Bruno Cremer, Marcello Tusco, Claude Rich, François Marthouret, Luigi Diberti e Vanessa Gravina.
La media degli ascolti della prima TV italiana è stata superiore ai 14 milioni di telespettatori (51,37% di share). L'ultima puntata in particolare, trasmessa il 20 marzo 1989 su Rai 1, è stata seguita da ben 17 milioni di telespettatori, segnando il record d'ascolto per una fiction televisiva italiana (escludendo gli sceneggiati degli anni del monopolio Rai), ancora oggi imbattuto.

## Trama
A seguito dello strano omicidio di Antonio Tindari, direttore di un casinò di recente apertura, il commissario Corrado Cattani, rientrato nei ranghi della polizia presso la Questura di Milano, rincontra Tano Cariddi, divenuto, a seguito della morte di Giulia Antinari per annegamento al largo di Nassau, direttore generale della Banca Antinari. Mentre le indagini vengono affidate al magistrato Silvia Conti, con la quale Corrado inizialmente si scontra, Tano si reca in Sicilia per proporre alla mafia un affare colossale: l'investimento in borsa dei grandi capitali accumulati dalla cupola.
U' Puparo, un boss che da anni vive in clandestinità, fa evadere da un carcere il faccendiere turco Kemal Yfter e lo costringe a cedere un pacchetto azionario che rappresenta per Tano il primo gradino verso la sua scalata ad un'importante società finanziaria: le "Assicurazioni Internazionali". Alla testa delle "Internazionali", c'è un uomo altero ed incorruttibile, Filippo Rasi, che Tano affronta a viso aperto dopo aver fatto la conoscenza della sua bella e giovane figlia, Ester.
Corrado continua tenacemente ad indagare sull'omicidio e scopre che l'uomo che ha sparato è stato da poco dimesso da un ospedale psichiatrico e che il suo nome è Salvatore Frolo. In una lunga e sofferta confessione, Frolo gli racconta di aver voluto vendicare la morte della moglie e della figlia, avvenuta molti anni prima in Sicilia, per un tragico regolamento di conti. A rendere nemici Corrado e Tano c'è anche la vicenda dell'affido della piccola Greta Antinari, rimasta, dopo la morte di Giulia, l'unica superstite della famiglia Antinari, che Tano vorrebbe avere in affidamento per ottenere la quota di maggioranza della banca.
Dopo i primi contrasti, il commissario scopre nella giudice Conti una personalità coraggiosa, decisa e profondamente onesta. Il contributo della donna riesce ad evitare che la piccola Greta sia affidata a Tano e venga invece affidata ad una piccola comunità di bambini, gestita da un vecchio amico di Corrado, frate Bernardo. Molte vicende e fatti criminosi si susseguono rapidamente: la squadra del commissario Cattani, composta dagli agenti Trevi, Quadri, Giugni e Gonzales viene incaricata di scortare Frolo durante un trasferimento in un altro carcere, e si scontrerà in un terribile conflitto a fuoco contro i killer del Puparo a seguito del quale Gonzales rimane ucciso. Frolo viene ridotto in fin di vita raggiunto da numerosi colpi d'arma da fuoco, paralizzato, impedito nei gesti e nella parola.
Pur frustrato nella sua ricerca della verità, specialmente dal giornalista Davide Faeti, che in Sicilia anni prima si era occupato del caso ma poi per viltà aveva abbandonato tutto, Corrado giura a Frolo, ridotto ormai una povera cosa, che non lo abbandonerà. Successivamente, Silvia, con la quale Corrado ha nel frattempo intrapreso una vera e propria relazione sentimentale, viene sequestrata e brutalmente violentata da un boss mafioso. Per portare avanti i suoi piani ambiziosi, Tano costringe con un vile ricatto Rasi a cedergli in sposa, in un matrimonio combinato, la figlia Ester, che accetta a malincuore, e dopo essersi alleato con il velenoso affarista Antonio Espinosa, uomo dai mille poteri e dai mille misteri, lo conduce al suicidio.
Ester, che ormai ha capito la natura perversa di Tano, decide di restargli accanto per scoprirne i segreti e portarlo alla rovina. Corrado cerca in tutti i modi di dissuaderla ma nel frattempo deve incassare un'altra sconfitta: Davide Faeti nel tentativo di scoprire qualcosa di più sulla vicenda, contatta la vedova di Tindari, decisa a collaborare, ma purtroppo viene barbaramente assassinato insieme alla donna da un killer mafioso; in punto di morte riesce però a consegnare a Corrado una foto macchiata di sangue che ritrae una bambina. Questo è l'esile filo che resta a Corrado per tentare di risalire all'oscura storia in cui anni addietro trovarono una morte atroce la figlia e la moglie di Salvatore Frolo.
A seguito di una denuncia in Commissione Parlamentare e senza il suffragio di prove, Corrado viene temporaneamente sospeso e, dopo essere scampato a un terribile agguato, parte per la Sicilia assieme a Silvia, sulle tracce della figlia di Frolo e del mistero legato alla sua morte. Studiando gli incartamenti, riescono a stabilire che la figlia di Frolo è ancora viva ed è stata con ogni probabilità adottata da Tindari, tenendola rinchiusa in un collegio nel Nord Italia. Tano si avvia alla stretta finale della sua losca manovra e attende un assenso della cupola mafiosa che elimini U' Puparo e gli dia via libera per uno scambio di affari con Espinosa: un treno che trasporta un terribile carico di scorie nucleari, verso un'isola abbandonata della Sicilia, suggella l'infame accordo.
Corrado, seguendo il suo istinto e mantenendo la promessa fatta a Salvatore Frolo, ritrova Paola, la figlia che quest'ultimo credeva morta ed a cui Tindari ha cambiato il nome con Lorella De Pisis e la conduce alla comunità di frate Bernardo dove organizzano un incontro con un misterioso personaggio, che si presenta come il padre. Questi altri non è che U' Puparo, che aveva deciso di crescere la bambina, sopravvissuta all'agguato in cui morì la madre, come figlia sua (utilizzando Tindari come prestanome per il pagamento delle rette al collegio); il boss mafioso, stanco dei continui crimini commessi dalla Cupola, decide di collaborare con la giustizia. Dopo un duro scontro a fuoco contro i killer mafiosi, Cattani riesce a sventare i piani criminali di Tano, a far fermare il treno con i rifiuti radioattivi e a smascherare i due più pericolosi alleati di Tano: Espinosa ed il senatore corrotto Ettore Salimbeni.
Quando Tano scopre il tradimento della moglie (di cui si era sinceramente innamorato), che gli vomita addosso tutto il suo disprezzo, la uccide, purtroppo prima che Cattani possa arrivare in tempo ad arrestarlo. Cattani, furibondo e spezzato dal dolore per non essere riuscito a proteggere Ester, si reca da Espinosa, che si trova in Svizzera, fuori dalla sua giurisdizione, e nonostante abbia le prove in mano per incriminarlo, in un sinistro dialogo con il faccendiere-affarista intuisce la sua imminente fine.
La mattina seguente, il commissario si reca all'ospedale e introduce nella stanza di Frolo sua figlia Paola. L'uomo, paralizzato ma cosciente, accoglie con commozione la visita della ragazza che credeva morta. All'uscita dall'ospedale, viene circondato nel cortile da alcuni killer, che gli riversano addosso un vero e proprio torrente di fuoco e lo uccidono senza pietà. Silvia Conti, stringendogli la mano insanguinata, gli promette tra le lacrime che lei continuerà ad indagare fino a quando non li avrà presi tutti. Sarà dunque Silvia, d'ora in poi, a portare avanti la battaglia contro la mafia iniziata dal suo amato Corrado.